# How to Ruin Everything
How to Ruin Everything is het zesde studioalbum van de Amerikaanse punkband Face to Face. Het werd uitgegeven op 9 april 2002 door Vagrant Records. Dit was het laatste album dat de band uitbracht voordat ze in augustus 2003 tijdelijk uit elkaar gingen. De band kwam weer samen in januari 2008.
Het album is met uitzondering van het debuutalbum Don't Turn Away uit 1992 het enige album zonder gitarist Chad Yaro.

## Nummers
1. "Bill of Goods" - 2:46
2. "The Take-Away" - 2:47
3. "14 Hours" - 2:20
4. "A Wolf in Sheep's Clothing" - 3:06
5. "The New Way" - 3:35
6. "The World in Front of You" - 2:44
7. "Why Would I Lie?" - 2:46
8. "Unconditional" - 3:13
9. "Shoot the Moon" - 3:20
10. "Graded on a Curve" - 3:43
11. "Fight or Flight" - 3:06
12. "Waiting to Be Saved" - 3:18
13. "Double Standard" - 2:42
14. "The Compromise" - 3:31
15. "How to Ruin Everything" - 3:04
16. "Nothing Succeeds Like Success" (Japanse bonustrack) - 2:34
17. "Anybody Listening?" (Japanse bonustrack) - 2:26

## Band
- Trever Keith - gitaar, zang
- Scott Shiflett - basgitaar, zang
- Pete Parada - drums